# Alicia (Argentina)
Alicia é um município da província de Córdoba, na Argentina.